# أحمد کامیابي مسك
أحمد کامیابي مسك (بالفارسية: احمد کامیابی مسک) هو كاتب ومترجم وناشر وأكاديمي إيراني، متخصص في الدراما الحديثة والمسرح، وباحث بارز في المسرح الطليعي الفرنسي وخاصةً في دراسة أعمال أوجين يونسكو وصمويل بيكيت. يعمل حاليًا كأستاذ في كلية الفنون الجميلة في جامعة طهران.

## السيرة الذاتية
وُلِد أحمد كاميابي ماسك في مدينة خوسف، التي تقع بالقرب من بيرجند في شرق إيران، عام 1944 أثناء الاحتلال الإنجليزي السوفييتي لإيران. التحق بالجامعة في مشهد وطهران ومونبلييه وقام بالتدريس كمدرس في إحدى المدارس. بعد حصوله على درجة الدكتوراه في الدورة الثالثة من جامعة بول فاليري مونبلييه، بدأ العمل كأستاذ جامعي في طهران عام 1978. ثم حصل على درجة الدكتوراه في الأدب المقارن والدراسات المسرحية عام 1999 وأصبح منذ ذلك الحين "أستاذًا في العلوم الإنسانية".
ألف وترجم كاميابي ماسك العديد من الكتب والمقالات بالفرنسية والفارسية ونشرها بنفسه في باريس، كما نشر كتب أخرى بالاشتراك مع دور نشر أخرى. ثم عاد إلى إيران مع العديد من الناشرين، ومن أبرزهم مطبعة جامعة طهران. وقد تُرجمت بعض أعماله ونشرت للقراء الناطقين باللغة الإنجليزية؛ ومن بينها كتاب مقابلاته مع بيكيت، بعنوان "آخر لقاء مع صمويل بيكيت" الذي ترجمته جانيت أ. إيفانز. كما تُرجم هذا الكتاب إلى العديد من اللغات الأخرى أيضًا.
وهو أيضًا مترجم غزير الإنتاج بين الفرنسية والفارسية. ترجم إلى الفارسية العديد من مسرحيات يوجين يونسكو، الذي كتب مقدمة لكتاب مسك Qu'a-t-on fait de Rhinocéros d'Eugène Ionesco à travers" le monde?: Allemagne, France, Roumanie, Iran, Japon, U.S.A". وكتاب "Ionesco et son théâtre". كما ترجم مسرحيات جان جينيه وفرناندو أرابال وقدمها إلى القراء الفارسيين. كما ترجم أيضًا أعمالًا شرقية وفارسية بارزة إلى الفرنسية، مثل: مسرحية بهرام بايزاي، رحلة السندباد الثامنة إلى جانب أعمال شعرية لبوذا، وأحمد شاملو وشوكوه ميرزاداغي.
ويعتبر مسك ناقدًا بارزًا لمارتن إيسلين بسبب الجودة الاستعمارية لنقد الأخير للمسرح الطليعي الفرنسي.

## الجوائز والتكريمات
حصل كاميابي ماسك على جائزة رابطة كتاب اللغة الفرنسية لعام 1991 عن كتابه "من هم وحيد القرن للسيد بيرينجر-يوجين يونيسكو؟". وفي عام 2011، تم تعيينه فارسًا بتقليده وسام السعفات الأكاديمية لمساهمته المتميزة في الأدب والثقافة الفرنسية.